# Cormeilles-en-Vexin
Cormeilles-en-Vexin – miejscowość i gmina we Francji, w regionie Île-de-France, w departamencie Dolina Oise.
Według danych na rok 1990 gminę zamieszkiwały 802 osoby, a gęstość zaludnienia wynosiła 84 osób/km² (wśród 1287 gmin regionu Île-de-France Cormeilles-en-Vexin plasuje się na 680. miejscu pod względem liczby ludności, natomiast pod względem powierzchni na miejscu 403.).